# Wonder Three
W3 или  Wonder 3 (яп. ワンダー3 Ванда: Сури, «Удивительная троица») — манга Осаму Тэдзуки и созданный по её мотивам чёрно-белый аниме-сериал. Публикация манги началась в журнале Weekly Shōnen Sunday 6 июня 1965 года. Всего издано 3 тома манги. Аниме-сериал, созданный на основе манги, был выпущен студией Mushi Productions и транслировался по телеканалу Fuji TV с 6 июня 1965 по 27 июня 1966 года. Всего выпущены 52 серии аниме. Сериал был дублирован на английском и португальском языках.

## Сюжет
Три инопланетных агента были посланы на Землю, чтобы выявить и уничтожить потенциальную угрозу для всей Вселенной. На Земле они принимают облик земных животных: кролика (Бокко), лошади (Нокко) и утки (Пукко), и путешествуют на так называемом «большом колесе» — корабле, который способен достигать огромной скорости, а также передвигаться по суше или воде. Инопланетяне встречаются с земным мальчиком по имени Синъити, который начинает им помогать.

## Персонажи
- Бокко (яп. ボッコ Бокко) — главная героиня истории, самая умная в группе. Может гипнотизировать других, обладает острым слухом и с помощью ушей может управлять устройствами. Очень любит людей и всегда при спорах встаёт на их защиту. В своей настоящей форме она — гуманоидный инопланетянин, и внешне уже значительно старше Синъити. Питает любовные чувства с Синъити и желает быть всегда рядом с ним.

Сэйю: Фуюми Сираиси
- Нокко (яп. ノッコ Нокко) — самый сильный и быстрый в команде. Может невероятно быстро создавать устройства. Хочет спасти Землю, так как Нокко очень любит земную пищу. У него есть девушка по имени Фелина, которая тоже является членом галактического патруля. Она появляется во время миссии на Землю и принимает форму кошки.

Сэйю: Ясуо Кодзима
- Пукко (яп. プッコ Пукко) — инопланетянин, который принимает форму птицы. Хороший гитарист. Может с помощью крыльев создавать ударные волны. В отличие от Бокко и Нокко, менее лояльно относится к людям и предлагал бросить проблему и позволить Земле погибнуть, в результате чего вступил в конфликт с остальными членами. Осуждает любовные отношения Бокко к Синъити.

Сэйю: Синсукэ Тикаиси
- Синъити Хоси (яп. 星真一 Хоси Синъити) — земной мальчик, становится главным союзником инопланетян в течение всей истории. Также единственный человек, знающий об их настоящей природе. В манге имеет подругу Каноко.

Сэйю: Кадзуко Савада
- Коити Хоси (яп. 星光一 Хоси Ко:ити) — старший брат Синъити и тайный агент организации «Феникс», который работает под прикрытием мангаки. Владеет боевыми искусствами. Несмотря на свою работу, Коити стремится избегать насилия.

Сэйю: Ёсио Канаути

## Отличия от манги
Аниме-версия сильно отличается от манги. Хотя главные персонажи внешне не изменились, сюжетная линия была практически полностью изменена. Также друзья и учителя Синъити в аниме играют более заметную роль.

## Другие появления
- Птица, похожая на Пукко, появляется в 26 серии сериала Astro Boy (1980)
- Бокко, Нокко и Пукко также появляются в игре Astro Boy: Omega Factor наряду со многими персонажами, созданными Осаму Тэдзукой.